# Primera División de Sudáfrica
La Primera División de Sudáfrica, oficialmente y en inglés: National First Division, es un torneo de clubes de fútbol de Sudáfrica. Fue fundado en 1996 siendo la de segundo nivel dentro del fútbol sudafricano.

## Equipos participantes 2024–25
| Equipo                      | Ciudad          | Estadio                      | Capacidad |
| --------------------------- | --------------- | ---------------------------- | --------- |
| Baroka F.C.                 | Polokwane       | Global Stadium               | 15 000    |
| Black Leopards F.C.         | Thohoyandou     | Thohoyandou Stadium          | 20 000    |
| Cape Town Spurs F.C.        | Ciudad del Cabo | Athlone Stadium              | 34 000    |
| Casric Stars F.C.           | KwaMhlanga      | Solomon Mahlangu Stadium     | 5000      |
| Durban City F.C.            | Durban          | Chatsworth Stadium           | 22 000    |
| Highbury F.C.               | Port Elizabeth  | Gelvandale Stadium           | 3000      |
| Hungry Lions F.C.           | Kimberley       | Griqua Park                  | 11 000    |
| JDR Stars F.C.              | Pretoria        | Giant Stadium                | 18 000    |
| Leruma United F.C.          | Daveyton        | Lucas Moripe Stadium         | 28 900    |
| Kruger United F.C.          | Bushbuckridge   | KaNyamazane Stadium          | 15 000    |
| Milford F.C.                | Durban          | Princess Magogo Stadium      | 12 000    |
| Orbit College F.C.          | Rustemburgo     | Olympia Park                 | 32 000    |
| Pretoria Callies F.C.       | Pretoria        | Lucas Moripe Stadium         | 28 900    |
| University of Pretoria F.C. | Pretoria        | Tuks Stadium                 | 12 000    |
| Upington City F.C.          | Upington        | Mxolisi Dicky Jacobs Stadium | 3000      |
| Venda F.C.                  | Venda           | Thohoyandou Stadium          | 20 000    |

## Historial
| Conferencias | Conferencias      | Conferencias       | Conferencias        | Conferencias              |
| Año          | Western Cape      | Natal/Eastern/Cape | Northern            | Southern                  |
|              | Campeón           | Campeón            | Campeón             | Campeón                   |
| ------------ | ----------------- | ------------------ | ------------------- | ------------------------- |
| 1996-97      | Santos            | African Wanderers  | Black Leopards      | Tembisa Classic           |
| Conferencias |                   |                    |                     |                           |
| Año          | Costa             | Costa              | Interior            | Interior                  |
|              | Campeón           | Subcampeón         | Campeón             | Subcampeón                |
| 1997-98      | Seven Stars       | Michau Warriors    | Dynamos             | Witbank Aces              |
| 1998-99      | African Wanderers | Avendale Athletico | Tembisa Classic     | Ria Stars                 |
| 1999-00      | Golden Arrows     | Avendale Athletico | Ria Stars           | Dynamos                   |
| 2000-01      | Amazulu           | Park United        | Black Leopards      | Bloemfontein Young Tigers |
| 2001-02      | African Wanderers | Avendale Athletico | Dynamos             | Silver Stars              |
| 2002-03      | AmaZulu           | Premier United     | Silver Stars        | Bloem Celtic              |
| 2003-04      | Bush Bucks        | Avendale Athletico | Bloemfontein Celtic | Free State Stars          |
| Nacional     |                   |                    |                     |                           |
|              | Campeón           | Subcampeón         | Tercero             | Cuarto                    |
| 2004-05      | Free State Stars  | Durban Stars       | Hellenic F.C.       | Tembisa Classic           |
| 2005-06      | Wits University   | City Pillars       | Vasco Da Gama       | Benoni Premier United     |
| 2006-07      | Free State Stars  | Winners Park       | Pretoria University | FC AK                     |
| Conferencias |                   |                    |                     |                           |
| Año          | Costa             | Costa              | Interior            | Interior                  |
|              | Campeón           | Subcampeón         | Campeón             | Subcampeón                |
| 2007-08      | Maritzburg United | Bay United         | FC AK               | Dynamos                   |
| 2008-09      | Carara Kicks      | FC Cape Town       | Jomo Cosmos         | Mpumalanga Black Aces     |
| 2009-10      | Vasco Da Gama     | Nathi Lions        | Black Leopards      | African Warriors          |
| 2010-11      | Bay United        | Thanda Royal Zulu  | Jomo Cosmos         | Black Leopards            |

| Asciende a PSL | Derrotados en play-off |

### National First Division
| National | National            | National               | National                     | National            |
|          | Campeón             | Segundo lugar          | Tercer lugar                 | Cuarto lugar        |
| -------- | ------------------- | ---------------------- | ---------------------------- | ------------------- |
| 2011-12  | Pretoria University | Chippa United          | Thanda Royal Zulu            | Blackburn Rovers    |
| 2012-13  | Polokwane City      | Santos                 | Mpumalanga Black Aces        | Thanda Royal Zulu   |
| 2013-14  | Chippa United       | Black Leopards         | Milano United                | Baroka FC           |
| 2014-15  | Golden Arrows       | Jomo Cosmos            | Black Leopards               | Thanda Royal Zulu   |
| 2015-16  | Baroka              | Highlands Park         | Mbombela United              | Witbank Spurs       |
| 2016-17  | Thanda Royal Zulu   | Black Leopards         | Stellenbosch                 | Royal Eagles        |
| 2017-18  | Highlands Park      | Black Leopards         | Jomo Cosmos                  | Real Kings          |
| 2018-19  | Stellenbosch        | Royal Eagles           | Tshakhuma Tsha Madzivhandila | Ajax Cape Town      |
| 2019-20  | Moroka Swallows     | Ajax Cape Town         | Tshakhuma Tsha Madzivhandila | Real Kings          |
| 2020-21  | Sekhukhune United   | Royal AM               | Richards Bay                 | TS Sporting         |
| 2021-22  | Richards Bay        | University of Pretoria | Cape Town All Stars          | JDR Stars           |
| 2022-23  | Polokwane City      | Cape Town Spurs        | Casric Stars                 | Cape Town All Stars |
| 2023-24  | Magesi              | University of Pretoria | Baroka                       | Maritzburg United   |

| Asciende a la Liga Premier | Derrotados en play-off |

Notas
1. ↑  Thanda Zulu Royal no ascendió ya que su posición en liga fue comprada por el quinto clasificado, el Amazulu FC.
2. ↑  Royal AM renunció a participar en el play-off, en su lugar, los propietarios del equipo consiguieron su plaza en la Liga Premier a través de la compra de la franquicia del Bloemfontein Celtic.